# Phryneta luctuosa
Phryneta luctuosa là một loài bọ cánh cứng trong họ Cerambycidae.